# 영희 (영화)
《영희》는 2022년에 개봉한 대한민국의 영화이다.

## 캐스팅
- 기은수 : 영희 역
- 서범석 : 철수 역
- 이호철 : 남충 역
- 문서별 : 미옥이 역
- 황장준 : 동욱이 역
- 박봉헌 : 남충부하 역
- 윤가령 : 영희엄마 역
- 박혜숙 : 할머니 역
- 박승재 : 할아버지 역
- 류인아 : 아주머니 역
- 방새미 : 철수동생 역
- 원호연 : 영희동생 역
- 이수지 : 남충아내 역
- 김려진 : 도서관여자 역
- 길예진 : 사탕아이 역
- 박시현 : 롤러어린이들 1번주자 역
- 서예나 : 롤러어린이들 2번주자 역
- 신지홍 : 롤러어린이들 3번주자 역
- 신시우 : 롤러어린이들 4번주자 역
- 김예성 : 롤러어린이들 5번주자 역
- 차상민 : 인질 역
- 차상헌 : 서류남 / 도망자 역
- 정수진 : 광고나레이션 역
- 이성훈 : 강아지 주인 역